# Stazione meteorologica di Manciano
La stazione meteorologica di Manciano è la stazione meteorologica di riferimento relativa al centro di Manciano.

## Caratteristiche
La stazione meteorologica è situata nell'Italia centrale, in Toscana, in provincia di Grosseto, nel comune di Manciano, a 443 metri s.l.m. e alle coordinate geografiche 42°35′N 11°31′E.
La stazione è gestita dal servizio idrologico regionale ed effettua rilevazioni sulla temperatura e sulle precipitazioni, inviando i dati al Compartimento di Pisa dal quale dipende.

## Dati climatologici 1961-1990
Secondo i dati medi del trentennio 1961-1990, la temperatura media del mese più freddo, gennaio, si attesta a 4,7 °C; mentre quella del mese più caldo, luglio, è di +22,0 °C.
Nel medesimo trentennio, le precipitazioni medie annue fanno registrare il valore di 873 mm, mediamente distribuite in 85 giorni di pioggia, con minimo in estate e picco massimo in autunno per l'accumulo e in inverno per il numero di giorni piovosi.
| MANCIANO (1961-1990) | Mesi | Mesi | Mesi | Mesi | Mesi | Mesi | Mesi | Mesi | Mesi | Mesi  | Mesi  | Mesi | Stagioni | Stagioni | Stagioni | Stagioni | Anno  |
| MANCIANO (1961-1990) | Gen  | Feb  | Mar  | Apr  | Mag  | Giu  | Lug  | Ago  | Set  | Ott   | Nov   | Dic  | Inv      | Pri      | Est      | Aut      | Anno  |
| -------------------- | ---- | ---- | ---- | ---- | ---- | ---- | ---- | ---- | ---- | ----- | ----- | ---- | -------- | -------- | -------- | -------- | ----- |
| T. max. media (°C)   | 7,7  | 8,7  | 11,5 | 14,9 | 19,8 | 24,1 | 27,5 | 27,6 | 24,1 | 19,4  | 13,1  | 9,9  | 8,8      | 15,4     | 26,4     | 18,9     | 17,4  |
| T. min. media (°C)   | 1,7  | 1,9  | 3,9  | 6,6  | 10,3 | 14,1 | 16,6 | 16,3 | 14,0 | 10,2  | 6,1   | 3,4  | 2,3      | 6,9      | 15,7     | 10,1     | 8,8   |
| Precipitazioni (mm)  | 89,6 | 86,1 | 73,1 | 59,7 | 55,7 | 40,5 | 31,3 | 45,4 | 68,8 | 105,3 | 125,4 | 91,8 | 267,5    | 188,5    | 117,2    | 299,5    | 872,7 |
| Giorni di pioggia    | 9    | 9    | 9    | 8    | 7    | 5    | 3    | 4    | 5    | 7     | 10    | 9    | 27       | 24       | 12       | 22       | 85    |

## Temperature estreme mensili dal 1935 al 1986
Di seguito sono riportati i valori estremi mensili delle temperature massime e minime registrate dal 1935 al 1986.
In base alle suddette rilevazioni, la temperatura massima assoluta è stata registrata nell'agosto 1974 con +38,5 °C, mentre la minima assoluta di -10,0 °C è datata gennaio 1963. Da segnalare anche la presenza di numerosi valori sospetti in vari annali, che sono stati omessi nell'analisi, non essendo allineabili attraverso una corretta omogeneizzazione con quelli registrati da altre stazioni.
| MANCIANO (1935-1986)  | Mesi         | Mesi        | Mesi        | Mesi        | Mesi        | Mesi        | Mesi        | Mesi        | Mesi        | Mesi        | Mesi        | Mesi        | Stagioni | Stagioni | Stagioni | Stagioni | Anno  |
| MANCIANO (1935-1986)  | Gen          | Feb         | Mar         | Apr         | Mag         | Giu         | Lug         | Ago         | Set         | Ott         | Nov         | Dic         | Inv      | Pri      | Est      | Aut      | Anno  |
| --------------------- | ------------ | ----------- | ----------- | ----------- | ----------- | ----------- | ----------- | ----------- | ----------- | ----------- | ----------- | ----------- | -------- | -------- | -------- | -------- | ----- |
| T. max. assoluta (°C) | 16,0 (1949)  | 19,0 (1960) | 22,4 (1977) | 24,6 (1952) | 30,0 (1986) | 34,5 (1935) | 35,6 (1952) | 38,5 (1974) | 36,7 (1975) | 28,5 (1958) | 23,5 (1969) | 20,0 (1942) | 20,0     | 30,0     | 38,5     | 36,7     | 38,5  |
| T. min. assoluta (°C) | −10,0 (1963) | −9,0 (1956) | −8,4 (1971) | −2,0 (1938) | 1,0 (1957)  | 5,5 (1969)  | 10,0 (1964) | 9,5 (1969)  | 5,0 (1936)  | −1,5 (1941) | −2,6 (1962) | −7,9 (1939) | −10,0    | −8,4     | 5,5      | −2,6     | −10,0 |